# Доминика на летних Олимпийских играх 2008
Доминика принимала участие в Летних Олимпийских играх 2008 года в Пекине (Китай) в четвёртый раз за свою историю, но не завоевала ни одной медали. Страна направила делегацию из восьми человек, включая двух спортсменов. Крис Ллойд бежал на дистанции 200 метров среди мужчин, а Эрисон Хёртаулт — на дистанции 400 метров среди мужчин. Ни один из них не прошёл дальше квалификационных раундов. Ллойд также должен был участвовать в мужском забеге на 400 метров, но не принял в нём участия. Тренер по лёгкой атлетике Жером Ромен был знаменосцем страны на Олимпиаде.

## Предыстория
Доминика — островное государство, расположенное в дальневосточной части Карибского моря, между французскими колониями Гваделупа (на севере) и Мартиника (на юге). Дебют страны на Олимпийских играх состоялся в Атланте во время летних Олимпийских игр 1996 года, и с тех пор до Олимпиады в Пекине в 2008 году она принимала участие в каждой летней Олимпиаде: всего четыре раза. Самая большая делегация Доминики была направлена в 1996 году, а на летних Олимпийских играх 2000 года в Сиднее её состав сократился до четырёх человек, на летних Олимпийских играх 2004 года в Афинах — до двух. Делегация Доминики в Пекине также состояла только из двух спортсменов, а её появление на Олимпиаде ознаменовало собой первую доминикскую делегацию, в которой не было спортсменов-женщин. По состоянию на летние Олимпийские игры 2020 года в Токио доминикские спортсмены не завоевали ни одной медали. Жером Ромен, тренер, сопровождавший доминикскую делегацию, был знаменосцем страны на церемониях.
Делегация Доминики в Пекине состояла из восьми человек. Кроме двух спортсменов, Криса Ллойда и Эрисона Хёртаулта, в состав делегации вошли президент Олимпийского комитета Доминики Розанна Прингл, глава дипломатической миссии Хьюберт «Микки» Джозеф, генеральный секретарь Олимпийского комитета Доминики Лесли Энн Грин, а также юношеские олимпийцы Аттайнеа Тулон и Уильям Мойз вместе с тренером Жеромом Роменом. Ллойд прошёл квалификацию как в беге на 200 метров, так и в беге на 400 метров, входя в десятку лучших в мире в беге на 200 метров. Ллойд, однако, участвовал только в беге на 200 метров.

## Лёгкая атлетика
27-летний Крис Ллойд участвовал на Олимпийских играх в Пекине в мужском беге на 200 метров. Олимпийская карьера Ллойда, родившегося в Хьюстоне, штат Техас, началась с участия в мужском забеге на 400 метров, в котором он выступал на Играх 2004 года в Афинах. Во время квалификационного раунда 17 августа Ллойд был помещён в третий забег. Он завершил забег на пятом месте, финишировав со временем 20,90 секунды. При этом Ллойд опередил уругвайца Эбера Вьера (20,93 секунды), но отстал от словенца Матица Осовникара (20,89 секунды). Лидерами забега стали британец Марлон Девониш (20,49 секунды) и Ким Коллинз, выступавший за Сент-Китс и Невис (20,55 секунды). В целом, 62 спортсмена завершили свои забеги в квалификационном раунде соревнований. Ллойд занял 32-е место и не прошёл в последующие раунды.
Эрисон Хёртаулт выступал в мужском беге на 400 метров. Родившийся в Матаване, пригороде Нью-Йорка в штате Нью-Джерси, и учившийся в Колумбийском университете, Хёртаулт сначала пробовался в олимпийскую сборную США, но не прошёл отбор. Затем он был приглашён в олимпийскую сборную Доминики, откуда были родом его родители. На момент соревнований в Пекине Хёртаулту было 23 года, и до этого он не участвовал ни в каких Олимпийских играх. Во время квалификационного раунда 17 августа доминико-американский спортсмен попал в четвёртый забег. Он занял четвёртое место со временем 46,10 секунды, сместив уругвайца Андреса Байрона Сильву (46,32 секунды), но уступив ямайцу Рикардо Чемберсу (45,22 секунды). Среди лидеров забега были британец Мартин Руни (45,00 секунды) и австралиец Шон Роу (45,17 секунды). В целом, он занял 34-е место из 55 спортсменов, прошедших квалификационный раунд соревнований, и не прошёл в последующие раунды.